# Klinik
Klinik, soms The Klinik genoemd, is een Belgische electroband uit het postindustrial-genre, die begin jaren 80 door Marc Verhaeghen werd opgericht.

## Geschiedenis
In 1981 begon The Klinik onder de naam Spierrelaxans met als leden Marc Verhaeghen, Mark Burghgraeve en Ivo W. Dirkx. Later werd de naam veranderd in The Klinik. Van 1982 tot 1985 was Verhaeghen het enige lid van de groep. Dirk Ivens, Eric van Wonterghem en Sandy Nys vergezelden hem in dat jaar, en kortstondig werd de bandnaam gewijzigd in Absolute Controlled Clinical Maniacs. Nys en van Wonterghem verlieten de groep snel weer; van Wonterghem stichtte daarop met Mario Vaerewijck het electroproject Insekt. In de late jaren 80 bestond Klinik zodoende uit het duo Verhaeghen-Ivens; het was in deze periode dat de groep het invloedrijkst was.
De optredens van Klinik werden gekenmerkt door rauwe elektronische geluiden met synthesizers en de vervormde stem van Ivens; soms gebruikten ze eveneens elektronisch vervormde trompetten. Bij hun performances droegen ze lange zwarte jassen en wikkelden ze hun hoofd soms in verbanden. In 1991 verscheen het album Time, waarover geen van beiden tevreden was. Ivens verliet de groep en richtte het project Dive op; Verhaeghen ging solo verder. Vanaf 2004 evolueerde de muziek richting ambient met techno-invloeden, en verder naar dark ambient.
Alle leden van Klinik hebben aan diverse andere projecten meegewerkt. Ivens speelde eveneens bij Absolute Body Control, Sonar en Blok 57, van Wonterghem bij Monolith, Sonar en, samen met Ivens, Dive. Na zijn afscheid van Klinik in 1986 stichtte Nys de tot op heden bestaande groep Hybryds. Verhaeghen zelf werkte onder de naam Noise Unit met leden van Front Line Assembly samen, onder de naam D.Sign met leden van Die Form, en onder de naam X10 met leden van A Split-Second. Samen met zijn vrouw Sabine Voss bracht hij de cd Zentese uit onder de naam Para.
Tussen 2003 en 2005 kwamen Verhaeghen en Ivens nogmaals samen, teneinde het oorspronkelijke eighties-geluid van Klinik terug te vinden. Een opname van een live-concert uit 2004 verscheen op cd. Samen met Vidna Obmana bracht Verhaeghen in 2005, onder de naam Klinik 7 Vidna Obama, de cd Gluttony uit, als eerste deel van een geplande zevendelige serie getiteld 7 Deadly Sins. Het tweede deel, Greed, verscheen in 2006.
Vanaf 2007 verscheen een aantal compilaties van Klinik. Oorspronkelijk werkte Klinik veel voor de labels Antler en Off Beat, later voor Hands Productions.

## Discografie
- 1985 Sabotage (lp)
- 1986 Melting Close (mini-lp)
- 1986 Walking with Shadows (mini-lp)
- 1986 Pain and Pleasure (12 inch)
- 1987 Melting Close & Sabotage (dubbel-lp/cd), heruitgave 2004
- 1987 Fear (12 inch)
- 1987 Plague (lp)
- 1988 The Klinik (cd)
- 1989 Fever (12 inch)
- 1989 Face to Face (lp)
- 1989 Face to Face/Fever (cd), heruitgave 2004
- 1989 Insane Terror/A Sign (7 inch)
- 1990 The Klinik (3-dubbel-lp/dubbel-cd), heruitgave 2004
- 1990 Black Leather (12 inch/cd), heruitgave 2004
- 1991 Time (lp)
- 1991 Time/Plague (cd), heruitgave 2004
- 1991 States (lp/cd)
- 1992 Braindamage (cd)
- 1992 Contrast (cd)
- 1993 Brain (ep/cd)
- 1993 Live (cd/VHS)
- 1995 To the Knife (cd)
- 1995 Stitch (cd)
- 1996 Touch (ep)
- 1996 Awake (cd)
- 1998 Blanket of Fog (cd)
- 2001 End of the Line (4-dubbel-cd)
- 2002 Sonic Surgery (cd)
- 2003 Akhet (dubbel-cd)
- 2004 Dark Surgery (cd)
- 2004 Live at Wave-Gotik-Treffen (cd), 2004
- 2005 Gluttony (cd)
- 2006 Greed (cd)
- 2007 Nineties (dubbel-cd)
- 2008 Projects (dubbel-cd)
- 2013 Eat Your Heart Out (lp/cd)